# Едвард Тернер Беннетт
Едвард Тернер Беннетт (англ. Edward Turner Bennett; 6 січня 1797 — 21 серпня 1836) — британський зоолог і письменник, старший брат ботаніка Джона Джозефа Беннетта.
Хоча він навчався на хірурга, його основний інтерес був у зоології. У 1822 році заснував ентомологічне товариство. Це було відправною точкою для розвитку Зоологічного товариства Лондона, в якому Беннетт був секретарем з 1833 до 1936, коли він помер.

## Роботи
- The Tower Menagerie (1829)
- The Gardens and Menagerie of the Zoological Society (1831)